# Bill Stevenson
John William Stevenson (Torrance, 10 settembre 1963) è un batterista e produttore discografico statunitense.
Meglio conosciuto come Bill Stevenson, è il batterista dei Descendents. Nel 1981 si unì ai Black Flag sostituendo l'ex-batterista ROBO. Fino al primo scioglimento dei Descendents (1987), si concentrò su questa band ma, quando Milo Aukerman lasciò la band per concentrarsi sul college, insieme al bassista Karl Alvarez ed al chitarrista Stephen Egerton, presero un nuovo cantante, Dave Smalley dei Dag Nasty e fondarono gli ALL. Gli ALL ebbero tre cantanti nella loro storia: Smalley, Scott Reynolds e Chad Price. Nel 1996 partecipò alla riunione dei Descendents e negli album Everything Sucks e Cool to Be You.
È co-proprietario, insieme a Jason Livermore dello studio di registrazione The Blasting Room a Fort Collins, in Colorado.

## Discografia

### Album in studio
| Data | Titolo                  | Etichetta            | Gruppo      |
| 1982 | Milo Goes to College    | New Alliance Records | Descendents |
| 1984 | My War                  | SST Records          | Black Flag  |
| 1984 | Family Man              | SST Records          | Black Flag  |
| 1985 | I Don't Want to Grow Up | SST Records          | Descendents |
| 1986 | Enjoy!                  | SST Records          | Descendents |
| 1987 | ALL                     | SST Records          | Descendents |
| 1988 | ALLroy Sez              | Cruz Records         | ALL         |
| 1989 | Trailblazer             | SST Records          | ALL         |
| 1989 | ALLroy's Revenge        | Cruz Records         | ALL         |
| 1990 | ALLroy Saves            | Cruz Records         | ALL         |
| 1992 | Percolater              | Cruz Records         | ALL         |
| 1993 | Breaking Things         | Cruz Records         | ALL         |
| 1995 | Pummel                  | Cruz Records         | ALL         |
| 1996 | Everything Sucks        | Epitaph Records      | Descendents |
| 1998 | Mass Nerder             | Cruz Records         | ALL         |
| 2004 | Cool to Be You          | Fat Wreck Chords     | Descendents |

### Album dal vivo
| Data | Titolo        | Etichetta            | Gruppo          |
| 1988 | Liveage       | New Alliance Records | Descendents     |
| 1989 | Hallraker     | New Alliance Records | Descendents\|-  |
| 2001 | Live Plus One | New Alliance Records | Descendents ALL |

### Raccolte
| Data | Titolo             | Etichetta            | Gruppo      |
| 1985 | Bonus Fat          | New Alliance Records | Descendents |
| 1988 | Two Things at Once | New Alliance Records | Descendents |
| 1991 | Somery             | New Alliance Records | Descendents |